# Sân bay Václav Havel Praha

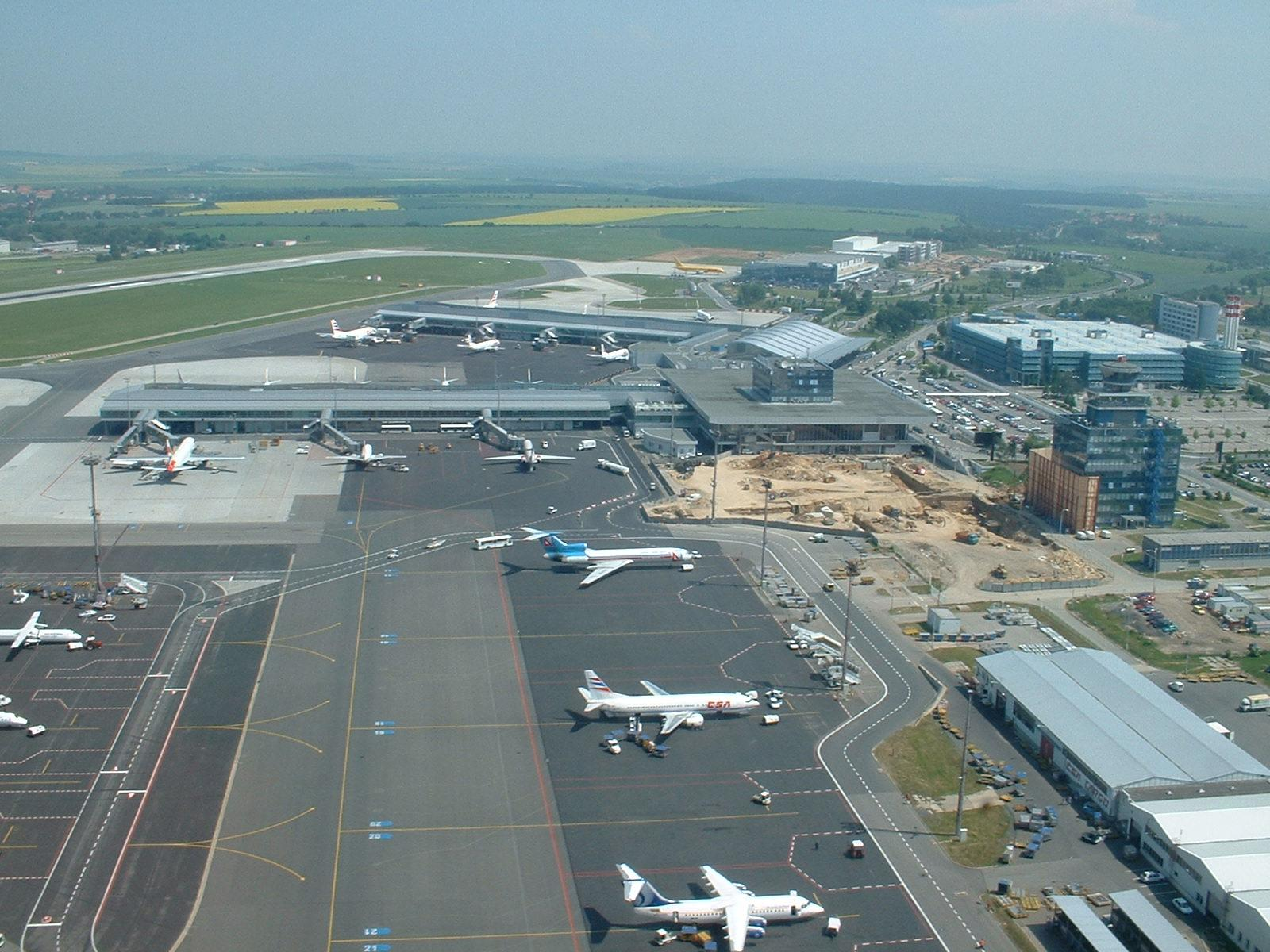
Cảng hàng không quốc tế Václav Havel

Sân bay quốc tế Ruzyně (IATA: PRG, ICAO: LKPR) nằm tại Praha, Cộng hòa Séc. Cách trung tâm thành phố khoảng 10 km, sân bay là trung tâm hoạt động của hãng hàng không Czech Airlines.
Phần lớn tuyến bay rời khỏi Sân bay quốc tế Ruzyně tại Cửa phía Bắc. Những Cửa phía Nam, Nam và Nam 2, quản lý những chuyến bay không đều đặn, cũng như những chuyến bay VIP, chuyến bay đặc biệt và những máy bay nhỏ.
Trong năm 2016, sân bay phục vụ 13 triệu hành khách.

## Tiếp tục phát triển
Khi năng lực của sân bay đã đến giới hạn trong thời gian qua (vào năm 2005), [cần dẫn nguồn] việc đầu tư phát triển của sân bay này đang được xem xét. Bên cạnh việc sửa chữa thường xuyên của đường băng hiện có, Sân bay Praha (Czech: Letiště Praha s.p.) đã bắt đầu chuẩn bị cho việc xây dựng một đường băng mới, song song với đường băng 24/06. Việc xây dựng với chi phí ước tính của CZK 5-7000000000 được dự kiến bắt đầu vào năm 2007, và đường băng mới được đánh dấu 06R / 24L (còn gọi là đường băng BIS) đã được đưa vào sử dụng trong năm 2010. Tuy nhiên, do nhiều vấn đề pháp lý và các cuộc biểu tình của những người sống gần các cơ sở sân bay, việc xây dựng chưa bắt đầu. Mặc dù những vấn đề này, dự án đã hỗ trợ từ chính phủ, và dự kiến sẽ được hoàn thành vào cuối năm 2014.
Nó sẽ dài hơn 3.500 m (11.483 ft). Nó nằm khoảng 1.500 mét (4.921 ft) về phía đông nam của đường băng chính hiện nay, đường băng 24L sẽ được trang bị với một ILS loại III, cho phép hạ cánh và cất cánh trong điều kiện thời tiết xấu.
Đơn vị quản lý Sân bay Praha nói rằng bên cạnh việc tăng cường năng lực sân bay, hệ thống đường băng mới sẽ làm giảm đáng kể mức độ tiếng ồn ở một số khu vực đông dân cư trong Prague. Điều này nên được thực hiện bằng cách tổ chức lại các không gian giao thông hàng không xung quanh sân bay, và chuyển các hành lang giao thông sau khi đưa hai đường băng song song vào dịch vụ. Tầm nhìn của giao thông nặng lớn lên nhiều cuộc biểu tình từ các cộng đồng ngoại ô trực tiếp xung quanh sân bay. Ngày 06 Tháng Mười Một 2004, trưng cầu dân địa phương được tổ chức tại hai khu vực ngoại ô Prague - Nebušice và Přední Kopanina - việc hỗ trợ chính thức cho các chính quyền địa phương để phản đối quyết liệt chống lại việc xây dựng các đường băng song song.

## Hãng hàng không và các điểm đến

### Hành khách
Các hãng hàng không sau chuyến bay hoạt động theo lịch trình và Thuê chuyến thường xuyên đến và đi từ Prague:
| Hãng hàng không                                                   | Các điểm đến | Nhà ga |
| ----------------------------------------------------------------- | --- | ------ |
| Adria Airways                                                     | Ljubljana | 2      |
| Aegean Airlines                                                   | Athens | 2      |
| Aer Lingus                                                        | Dublin | 1      |
| Aeroflot                                                          | Moscow–Sheremetyevo | 1      |
| Aeroflot vận hành bởi Rossiya Airlines                            | Saint Petersburg | 1      |
| Air Baltic                                                        | Riga | 2      |
| Air Cairo                                                         | Marsa Alam, Hurghada | 1      |
| Air Canada Rouge                                                  | Theo mùa: Toronto–Pearson | 1      |
| Air France                                                        | Paris–Charles de Gaulle | 2      |
| Air Malta                                                         | Theo mùa: Malta | 2      |
| Air Serbia                                                        | Belgrade | 1      |
| Air Transat                                                       | Theo mùa: Montréal–Trudeau, Toronto–Pearson | 1      |
| Austrian Airlines                                                 | Vienna | 2      |
| Alitalia                                                          | Rome–Fiumicino | 2      |
| Armenia Aircompany                                                | Yerevan(bắt đầu từ ngày during May2017) | -      |
| Azerbaijan Airlines                                               | Baku | 1      |
| Belavia                                                           | Minsk | 1      |
| British Airways                                                   | London Heathrow | 1      |
| Brussels Airlines                                                 | Brussels | 2      |
| Bulgaria Air                                                      | Sofia | 1      |
| Bulgarian Air                                                     | Theo mùa Thuê chuyến: Burgas, Varna | 1      |
| China Eastern Airlines                                            | Phố Đông-Thượng Hải | 1      |
| Croatia Airlines                                                  | Zagreb | 1      |
| Czech Airlines                                                    | Birmingham, Bucharest, Kazan, Kiev–Boryspil, Sân bay quốc tế Moscow–Sheremetyevo, Odessa, Rostov-on-Don, Samara, Seoul-Incheon, Skopje, St Petersburg, Tel Aviv-Ben Gurion, Ufa, Yekaterinburg Theo mùa: Almaty, Beirut, Riyadh, Yerevan | 1      |
| Czech Airlines                                                    | Aarhus (bắt đầu từ ngày ngày 11 tháng 5 năm 2017), Amsterdam, Barcelona, Bratislava, Billund, Bologna, Brussels, Budapest, Copenhagen, Düsseldorf, Frankfurt, Friedrichshafen, Gothenburg, Hamburg, Helsinki, Kosice, Lisbon (bắt đầu từ ngày ngày 10 tháng 5 năm 2017), Madrid, Sân bay quốc tế Milan–Malpensa, Nice, Sân bay quốc tế Oslo-Gardermoen, Ostrava, Paris–Charles de Gaulle, Sân bay quốc tế Rome–Fiumicino, Stockholm–Arlanda, Strasbourg, Venice, Warsaw–Chopin Theo mùa: Bilbao, Malmö (bắt đầu từ ngày 28 tháng 3 năm 2017), Malta, Pisa, Porto, Reykjavík-Keflavík (bắt đầu từ ngày ngày 1 tháng 6 năm 2017), Linköping, Växjö, Verona (bắt đầu từ ngày ngày 28 tháng 3 năm 2017) | 2      |
| Delta Air Lines                                                   | Theo mùa: New York–JFK | 1      |
| easyJet                                                           | Bristol, Edinburgh, Sân bay quốc tế sân bay London-Gatwick, London–Stansted, Manchester | 1      |
| easyJet                                                           | Amsterdam, Sân bay quốc tế Milan–Malpensa, Naples, Paris–Charles de Gaulle, Venice | 2      |
| easyJet Switzerland                                               | Basel/Mulhouse | 2      |
| Emirates                                                          | Dubai-International | 1      |
| Enter Air                                                         | Theo mùa Thuê chuyến: Catania, Funchal, Madrid, Málaga, Palma de Mallorca, Tirana | 2      |
| Eurowings                                                         | Cologne/Bonn, Düsseldorf, Hamburg | 2      |
| Eurowings vận hành bởi Germanwings                                | Cologne/Bonn | 2      |
| Finnair                                                           | Helsinki | 2      |
| Flybe vận hành bởi Stobart Air                                    | London-Southend (bắt đầu từ ngày ngày 8 tháng 5 năm 2017) | 1      |
| FlyDubai                                                          | Dubai-International | 1      |
| Hainan Airlines                                                   | Beijing-Capital | 1      |
| HOP!                                                              | Lyon | 2      |
| Iberia                                                            | Madrid | 2      |
| Jet2.com                                                          | Birmingham (bắt đầu từ ngày ngày 3 tháng 11 năm 2017), Glasgow, Leeds/Bradford, Manchester, Newcastle upon Tyne, Nottingham/East Midlands | 1      |
| KLM vận hành bởi KLM Cityhopper                                   | Amsterdam | 2      |
| Korean Air                                                        | Seoul–Incheon | 1      |
| LOT Polish Airlines                                               | Warsaw–Chopin | 2      |
| Lufthansa                                                         | Frankfurt | 2      |
| Lufthansa Regional vận hành bởi Lufthansa CityLine                | Munich | 2      |
| Luxair                                                            | Theo mùa: Luxembourg | 2      |
| Norwegian Air Shuttle                                             | Copenhagen, Helsinki, Oslo–Gardermoen, Stockholm–Arlanda, Stavanger | 2      |
| Pegasus Airlines                                                  | Istanbul-Sabiha Gökçen | 1      |
| Ryanair                                                           | Dublin, Edinburgh (bắt đầu từ ngày ngày 29 tháng 10 năm 2017), Liverpool (bắt đầu từ ngày ngày 26 tháng 3 năm 2017), London-Stansted | 1      |
| Ryanair                                                           | Barcelona (bắt đầu từ ngày ngày 29 tháng 10 năm 2017), Bergamo, Bologna (bắt đầu từ ngày ngày 29 tháng 10 năm 2017), Budapest (bắt đầu từ ngày ngày 29 tháng 10 năm 2017), Charleroi, Eindhoven (bắt đầu từ ngày ngày 29 tháng 10 năm 2017), Kraków (bắt đầu từ ngày ngày 29 tháng 10 năm 2017), Madrid (bắt đầu từ ngày ngày 29 tháng 10 năm 2017), Málaga (bắt đầu từ ngày ngày 29 tháng 10 năm 2017), Rome-Ciampino, Trapani (bắt đầu từ ngày ngày 28 tháng 3 năm 2017) | 2      |
| S7 Airlines                                                       | Novosibirsk | 1      |
| Scandinavian Airlines                                             | Copenhagen, Oslo–Gardermoen, Stockholm–Arlanda | 2      |
| Sichuan Airlines                                                  | Thành Đô | 1      |
| SmartWings vận hành bởi Travel Service                            | London-Gatwick, Moscow-Sheremetyevo, Oujda, Tel Aviv–Ben Gurion Theo mùa: Antalya, Burgas, Djerba, Dubrovnik, Larnaca, Monastir, Podgorica, Split, Tirana, Varna | 1      |
| SmartWings vận hành bởi Travel Service                            | Barcelona, Dubai-International, Fuerteventura, Gran Canaria, Lanzarote, Palma de Mallorca, Paris–Charles de Gaulle, Rome–Fiumicino Theo mùa: Ajaccio, Alghero, Alicante, Bilbao, Cagliari, Catania, Chania, Corfu, Faro, Funchal, Girona, Heraklion, Ibiza, Karpathos, Kavala, Kos, Lamezia Terme, Lemnos, Lyon, Málaga, Naples, Olbia, Preveza, Rhodes, Rimini, Samos, Seville, Thessaloniki, Tenerife–South, Valencia, Zakynthos, Skiathos | 2      |
| Sprint Air                                                        | Radom | 2      |
| Swiss International Air Lines                                     | Geneva | 2      |
| Swiss International Air Lines vận hành bởi Swiss Global Air Lines | Zürich | 2      |
| TAP Portugal                                                      | Lisbon | 2      |
| TAROM                                                             | Bucharest | 1      |
| Transavia                                                         | Eindhoven | 2      |
| Transavia France                                                  | Sân bay quốc tế Paris-Orly | 2      |
| Travel Service                                                    | Theo mùa Thuê chuyến: Agadir, Antalya, Aqaba, Bodrum, Goa, Holguín, Hurghada, Marsa Alam, Mombasa, Monastir, Salalah, Sochi, Tel Aviv–Ben Gurion, Varadero, Zanzibar | 1      |
| Travel Service                                                    | Theo mùa Thuê chuyến: Girona, Heraklion, Mykonos, Paphos, Preveza, Rhodes, Tenerife–South | 2      |
| Tunisair                                                          | Theo mùa: Tunis | 1      |
| Turkish Airlines                                                  | Sân bay quốc tế Istanbul–Atatürk | 1      |
| Ukraine International Airlines                                    | Sân bay quốc tế Kiev–Boryspil | 1      |
| Up vận hành bởi El Al                                             | Tel Aviv-Ben Gurion | 1      |
| Ural Airlines                                                     | Yekaterinburg | 1      |
| Volotea                                                           | Bordeaux, Nantes, Venice Theo mùa: Marseille, Toulouse | 2      |
| Vueling                                                           | Barcelona, Paris-Charles de Gaulle, Rome-Fiumicino, Sân bay quốc tế Zürich (bắt đầu từ ngày 2 tháng 7 năm 2017) | 2      |
| Wizz Air                                                          | Sân bay quốc tế London–Luton, Tel Aviv–Ben Gurion | 1      |
| Wizz Air                                                          | Bari, Bergamo, Naples, Rome-Ciampino, Reykjavík-Keflavík (bắt đầu từ ngày ngày 31 tháng 5 năm 2017), Treviso | 2      |
| Yakutia Airlines                                                  | Krasnodar | 1      |
| Bamboo Airways                                                    | Hà Nội (26/4/2020) |        |

### Hàng hóa
| Hãng hàng không                                    | Các điểm đến                                                           |
| -------------------------------------------------- | ---------------------------------------------------------------------- |
| ASL Airlines Belgium                               | Brno, Katowice, Liège                                                  |
| ASL Airlines Ireland                               | Paris–Charles de Gaulle                                                |
| China Airlines Cargo                               | Abu Dhabi, Amsterdam, Bangkok–Suvarnabhumi, Luxembourg, Taipei–Taoyuan |
| Czech Airlines                                     | Belgrade, Chișinău, Sofia                                              |
| Genex                                              | Minsk                                                                  |
| UPS Airlines vận hành bởi ASL Airlines Switzerland | Cologne/Bonn                                                           |
| Qatar Airways Cargo                                | Doha, Budapest                                                         |
| Silk Way Airlines                                  | Hong Kong, Baku                                                        |